# Mino (Gifu)
Mino è una città giapponese della prefettura di Gifu.